# Wulkan (mitologia)
Wulkan (łac. Volcānus, Vulcānus) – w wierzeniach Rzymian bóg ognia i rzemiosł metalurgicznych, utożsamiany z greckim Hefajstosem.

## Pochodzenie
W rzymskich wierzeniach brak jest osobnego mitu dotyczącego Wulkana, którego imię językoznawcy zestawiają z etruskim bogiem ognia zwanym Velchans. Rzymianie uważali go za ojca legendarnego boga-herosa Kakusa lub prenesteńskiego herosa Caeculusa, lecz także za rodzica szóstego króla Serwiusza Tuliusza. Późniejsze podania identyfikujące go z Hefajstosem umieszczały jego siedzibę we wnętrzu sycylijskiej Etny, gdzie w kuźni miał wykuwać pioruny dla Jowisza i oręż dla bogów i herosów; działaniem tym tłumaczono drżenie ziemi zapowiadające wulkaniczny wybuch.
W powiązaniach z bóstwami żeńskimi kojarzono go z Mają i Westą.  

## Kult
Miał go wprowadzić sabiński król Tytus Tacjusz; w innym przekazie Romulusowi przypisuje się wzniesienie pierwszego sanktuarium Wulkana ufundowanego z łupów wojennych. Pod Kapitolem poświęcono mu wyciosany w skale ołtarz zwany Volcanalem, służący jako miejsce narad już w czasach królewskich. Bóstwo to miało własnego flamina (flamen Vulcanalis) i wydzielone święto, a także świątynię  na Polu Marsowym. Wulkan był także najważniejszym bogiem Ostii.
W poświęcony mu dzień 23 sierpnia obchodzono tzw. Volcanalia (ludi Volcanalici), kiedy w tradycyjnym obrzędzie wrzucano do ognia rybki i inne drobne stworzenia (prawdopodobnie w zastępstwie dawnych ofiar ludzkich) dla uchronienia życia i dobytku przed niebezpieczeństwem pożarów. Czczony był szczególnie przez kowali. Wyobrażano go przede wszystkim w postaci niewielkich posążków i metalowych (brązowych) statuetek jako brodatego kowala w roboczej tunice (exomis) i prostej czapce (pileus), z narzędziami swego zawodu (młot i obcęgi). Patronując kowalstwu i metalurgii artystycznej nazywany był umownie Mulciber, czyli „topiący metal”.
Od jego imienia utworzono nazwę wulkanu jako tworu geologicznego.